# Grażyna Łaska
Grażyna Łaska (ur. 6 grudnia 1964) – polska doktor habilitowana w dziedzinie biologii, prorektor Politechniki Białostockiej.

## Życiorys
Ukończyła w 1988 biologię na Uniwersytecie Warszawskim. W 1993 otrzymała na Wydziale Biologii Uniwersytetu im. Adama Mickiewicza w Poznaniu stopień naukowy doktora w zakresie biologii na podstawie pracy Zmienność cech osobniczych i populacyjnych Carex digitata w zbiorowiskach leśnych zróżnicowanych pod względem dynamicznym (promotor: Andrzej Czerwiński). W 2008 habilitowała się tamże w zakresie biologii, przedstawiając monografię Tendencje dynamiczne zbiorowisk zastępczych w Puszczy Knyszyńskiej. Wypromowała jedną doktorkę.
Zawodowo związana z Politechniką Białostocką, gdzie pracuje jako profesor nadzwyczajna w Katedrze Inżynierii Rolno-Spożywczej i Kształtowania Środowiska Wydziału Budownictwa i Inżynierii Środowiska. W latach 2012–2016 była prorektor ds. studenckich i dydaktyki.
Od 2014 zastępczyni skarbnika, a od 2017 wiceprezeska Zarządu Głównego Polskiego Towarzystwa Botanicznego, od co najmniej 2009 członkini Rady Naukowej Wigierskiego Parku Narodowego.